# Camp d'Ekibastouz
Le Camp d'Ekibastouz appelé aussi Dalni lager MVD (en russe : Дальний лагерь МВД) est un camp spécial du Goulag en URSS (on trouve aussi les dénominations : camp spécial № 11, Osoblag № 11, Dallag). Il est destiné aux prisonniers politiques et ne doit pas être confondu avec le Camp de travail pénitentiaire qui porte le même nom de Dallag et comprend des prisonniers de droit commun. Le camp d'Ekibastouz a été formé à partir de la 6e division du camp de Pestchanlag situé au centre de la petite ville d'Ekibastouz dans l'Oblys de Pavlodar en 1952. Il a existé jusqu'en 1954, puis est redevenu la 6e division d'un ensemble plus vaste au sein du Goulag.

## Le camp
Par décret du ministère de l'Intérieur de l'URSS, le 24 avril 1952, est créé dans l'Oblys de Pavlodar un camp no 11 dénommé « Dalni lager MVD » destiné à 5 000 prisonniers et ce à partir de la 6e division du camp de Pestchanlag,.
Dallag se trouve sous subordination du Goulag, du ministère de l'Énergie, du ministère de l'Intérieur.
En 1952 se déroula dans ce camp la grève des prisonniers d'Ekibastouz, la première dans le système du Goulag.

### Nombre de détenus
- au 01.07.1952 — 3071.
- 01.12.1952 — 2787
- 01.01.1953 — 2742
- 01.01.1954 — 2388
- planifié - 5000

## Production
Le camp se trouve dans le bassin houiller d'Ekibastouz et est chargé des travaux de génie du ministère des charbonnages d'URSS au sein du trust Irtychouglestroï : construction de villes, de stations électriques ; travaux dans des usines de briques et de ciments, dans des scieries et des menuiseries ; extraction dans des carrières. 

## Prisonniers plus connus
- G. I Grigoriev. Agronome[5].
- Viktor Levenchtein. Il a décrit le camp dans un récit documentaire « Derrière le mur de pierre de Boutyrskaia ».
- Dmitri Panine. Auteur du livre «Loubianka-Ekibastouz»,
- Alexandre Soljenitsyne. Affecté aux travaux communs, il fut pendant quelque temps brigadier. Il participe à la grève des prisonniers d'Ekibastouz. En 1962, il publie un roman sur la vie du camp, Une journée d'Ivan Denissovitch. Il décrira la grève dans le scénario de film, Les Tanks connaissent la vérité.

## Ouvrages sur le camp d'Ekibastouz
- (ru) Dallag Дальний лагерь
- (ru) Levenchtein V. /Левенштейн В. «За Бутырской каменной стеной»
- (ru) Levenchtein V.(sur les couchettes dans la fumée du tabac)/Левенштейн В."По-над нарами табачный дым " М."Русский путь", 2008
- (ru) D. M. Panine "récits sur les camps de Loubianka à Ekibastouz" /Панин Д. М. Лубянка — Экибастуз: Лагерные записки -: М.: «Обновление» , 1990 .  (ISBN 5-85828-001-3)
- Soljenitsyne, Une journée d'Ivan Denissovitch
- Soljenitsyne, Les Tanks connaissent la vérité, Солженицын А. И. Знают истину танки!:Том девятый Собрание сочинений в 9 томах -: «Терра», 2005.  (ISBN 5-275-01357-4)